# Casamento entre pessoas do mesmo sexo nos Países Baixos
O casamento entre pessoas do mesmo sexo nos Países Baixos (em neerlandês : Huwelijk tussen personen van gelijk geslacht ou comumente homohuwelijk) é legal desde 1 de abril de 2001. A Holanda foi o primeiro país no mundo a permitir o casamento entre pessoas do mesmo sexo.

## História

### Ação legislativa

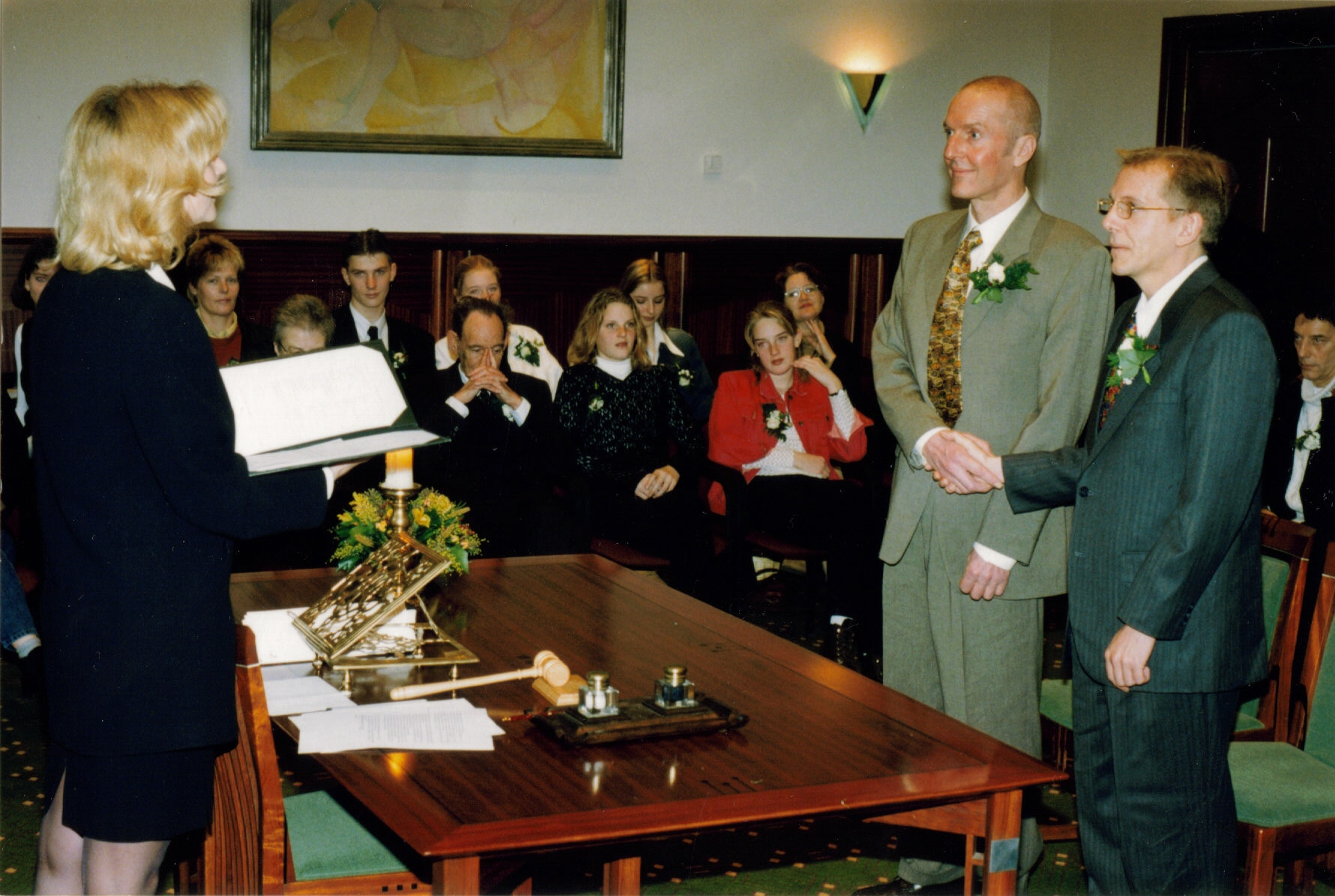
Dois homens casam-se em Amsterdã. A Holanda foi o primeiro país do mundo a permitir o casamento entre pessoas do mesmo sexo, em 2001.

Já em meados dos anos 1980, um grupo de ativistas dos direitos dos homossexuais, liderados por Henk Krol - o editor-chefe do Krant Gay - pediu ao governo para permitir que casais do mesmo sexo pudessem se casar. O Parlamento decidiu, em 1995, criar uma comissão especial para investigar a possibilidade de realização de casamentos do mesmo sexo. Naquele momento, os democratas-cristãos, membros do Apelo Cristão-Democrático, não faziam parte da coalizão de governo, pela primeira vez desde a introdução da democracia plena. A comissão especial terminou o seu trabalho em 1997, e concluiu que o casamento civil deve ser estendido para incluir casais do mesmo sexo. Após a eleição de 1998, o governo prometeu garantir os direitos. Em setembro de 2000, um projeto de lei final foi debatido no Parlamento holandês.
O projeto de lei do casamento foi aprovado pela Câmara dos Deputados por 109 votos a 33. O Senado aprovou o projeto de lei em 19 de dezembro de 2000, 49 votos a favor e 26 votos contrários. Apenas os partidos cristãos votaram contra o projeto. Embora o Recurso Democrata Cristão tenha assumido o governo seguinte, não houve qualquer intenção de revogar a lei.
O artigo principal na lei do casamento passou a ter a seguinte redação: Een huwelijk kan Worden aangegaan porta twee personen van verschillend de van gelijk geslacht (Um casamento pode ser contraído por duas pessoas de diferentes ou do mesmo sexo).
A lei entrou em vigor em 1 de abril de 2001, e naquele dia, quatro casais do mesmo sexo oficializaram a união em Amsterdã. Poucos meses antes, o prefeito Cohen tinha sido ministro júnior de Justiça dos Países Baixos e foi responsável por colocar o novo casamento e as leis de adoção pelo parlamento.

### Requisitos e direitos
A lei holandesa requer que o parceiro deve ter nacionalidade holandesa ou a residir nos Países Baixos. A idade de se casar no país é de 18 anos ou abaixo de 18 anos com autorização dos pais. A lei só é válida no território europeu dos Países Baixos e do Caribe de Bonaire, St. Eustatius e Saba, mas não se aplica aos outros países constituintes do Reino dos Países Baixos.
A única diferença legal entre casamentos do mesmo sexo e uniões heterossexuais é que o parentesco por ambos os parceiros não é automático. A mãe legal de uma criança é sua mãe biológica (artigo 1:198 do direito civil) e o pai é (em princípio), o homem que ela é casada quando a criança nasce. Além disso, o pai deve ser um homem (art. 1:199). O outro parceiro pode assim tornar-se uma mãe legal somente através da adoção. Só no caso em que um pai biológico não se tornar um pai (por exemplo, em caso de inseminação artificial por casais de lésbicas) , ambos os cônjuges femininos podem obter autoridade parental automaticamente (artigo 1:253).

### Denominações religiosas
Os Remonstrantes holandeses foi a primeira denominação cristã do mundo a realizar uniões e casamentos do mesmo sexo em 1986. Além disso, a Igreja Protestante na Holanda, a maior denominação protestante na Holanda, permite que suas congregações realizem casamentos entre pessoas do mesmo sexo desde 2004.